# Mosko
Mosko (cyr. Моско) – wieś w Bośni i Hercegowinie, w Republice Serbskiej, w mieście Trebinje. W 2013 roku liczyła 60 mieszkańców.